# Wasted (singel Margaret)
Wasted – singel Margaret, wydany 15 stycznia 2014, promujący jej debiutancki album studyjny Add the Blonde. Utwór napisali i skomponowali: Thomas Karlsson, Emily Philips, Robert Uhlmann, Ant Whiting i Boris Potemkin.
Nagranie było notowane na 6. miejscu listy AirPlay, najczęściej granych piosenek w polskich rozgłośniach radiowych. W klasyfikacji rocznej przebój uplasował się z kolei na 4. miejscu wśród najczęściej odtwarzanych utworów polskich artystów w 2014 roku.
Piosenka została Przebojem roku w plebiscycie Radia Zet. Teledysk towarzyszący kompozycji zdobył natomiast nominację do Eska Music Awards 2014 w kategorii Eska TV Award – Najlepsze video.

## Autorstwo i historia wydania
Piosenka została napisana i skomponowana przez Thomasa Karlssona, Emily Philips, Roberta Uhlmanna, Anta Whitinga oraz Borisa Potemkina. W kompozycji został użyty charakterystyczny motyw, który wcześniej w swoich piosenkach wykorzystali m.in. Edyta Piecha („Nasz sosjed”), Irena Santor („Piosenka o sąsiedzie”), WTF! („Da Bop”), Shazza („Historia pewnej miłości”) czy In-Grid („La Trompette”).
Nagranie zostało wydane 15 stycznia 2014 jako pierwszy singel promujący debiutancki album studyjny Margaret – Add the Blonde. 14 lutego natomiast do sprzedaży trafiły dwa oficjalne remiksy piosenki. 28 kwietnia singel został wydany w Skandynawii.
Przebój znalazł się ponadto na kilku składankach m.in. radia RMF MAXXX Hop Bęc 18 (wydana 25 lutego 2014), radia Eska Hity Na Czasie - Wiosna 2014 (wydana 1 kwietnia 2014), radia RMF FM Polskie Przeboje 2014 (wydana 29 lipca 2014) oraz Party Time 2014 (wydana 28 stycznia 2014), Fresh Hits Wiosna 2014 (wydana 4 marca 2014) czy Bravo Hits Wiosna 2014 (wydana 18 marca 2014).

## Wykonania na żywo
Singel został premierowo zaprezentowany przez Margaret 31 grudnia 2013 podczas Sylwestrowej Mocy Przebojów na Skwerze Kościuszki w Gdyni. Artystka wykonała go także 31 maja 2014 na festiwalu TOPtrendy 2014 w koncercie Największe Przeboje Roku wśród utworów, które były najczęściej granymi w polskich stacjach radiowych w poprzedzającym roku, a także 30 maja 2015 na festiwalu Polsat SuperHit Festiwal 2015, gdzie kompozycja została nagrodzona za zajęcie 4. miejsca w rankingu najczęściej odtwarzanych utworów w polskich rozgłośniach radiowych w 2014 roku, przygotowanym na potrzeby festiwalu przez Związek Producentów Audio Video (ZPAV).
Piosenka była ponadto wielokrotnie prezentowana przez wokalistkę podczas dużych imprez transmitowanych przez TV m.in. 7 czerwca 2014 na 51. Krajowym Festiwalu Piosenki Polskiej w Opolu czy też podczas trasy koncertowej Lato Zet i Dwójki 2014, organizowanej przez TVP2 i Radio Zet.

## „Wasted” w radiach
Kompozycja była notowana na wielu radiowych listach przebojów, m.in. na 1. miejscu na liście w radiu RMF FM oraz na 2. miejscu na listach w stacjach radiowych: Eska, RMF MAXXX czy Radio Szczecin.
Singel dotarł do 6. miejsca listy AirPlay, najczęściej granych utworów w polskich rozgłośniach radiowych, na której utrzymywał się przez 10 tygodni. Piosenka była 4. najczęściej odtwarzanym utworem polskiego artysty w radiostacjach w 2014 roku.
W plebiscycie Radia Zet, podsumowującym 2014 rok, dzięki głosom słuchaczy stacji „Wasted” zwyciężył w kategorii Przebój roku.

## Teledysk
14 stycznia 2014 na stronie internetowej orange.pl odbyła się premiera teledysku do piosenki, który inspirowany był nowojorskimi imprezami organizowanymi przez Andy'ego Warhola oraz filmem Amelia. Wideo zostało nakręcone w Warszawie, a wyreżyserowała je Julia Bui Ngoc.
- Autor scenariusza: Julia Bui Ngoc, Olga Czyżykiewicz, Margaret
- Reżyseria: Julia Bui Ngoc
- Zdjęcia: Mai Bui Ngoc
- Scenografia: Zofia Lubińska
- Stylizacja: Karolina Trębacz
- Hairstylist: Bartek Janusz
- Efekty specjalne: Bogna Kowalczyk
- Producent wykonawczy: Ladaco

Teledysk do utworu został nominowany do nagród Eska Music Awards 2014 w kategorii Eska TV Award – Najlepsze video.

## Wykorzystanie utworu
W czerwcu 2014 fragment kompozycji został użyty w jednym ze spotów kampanii reklamowej sieci komórkowej Play, w której wzięła udział Margaret.

## Lista utworów
- Digital download[32]

1. „Wasted” (Radio Version) – 3:21

- Remixes[33]

1. „Wasted” (Esquire Remix) – 4:43
2. „Wasted” (Esquire Radio) – 3:08

## Notowania

### Pozycje na listach airplay
| Kraj   | Lista (2014)      | Najwyższa pozycja |
| ------ | ----------------- | ----------------- |
| Polska | AirPlay – Top     | 6                 |
| Polska | AirPlay – Nowości | 1                 |

### Pozycje na listach przebojów
| Kraj   | Lista (2014)                              | Najwyższa pozycja |
| ------ | ----------------------------------------- | ----------------- |
| Polska | Radio Bielsko (Codzienna Lista Przebojów) | 1                 |
| Polska | Radio Eska (Gorąca 20)                    | 2                 |
| Polska | Radio Szczecin (SLiP)                     | 2                 |
| Polska | RMF FM (POPLista)                         | 1                 |
| Polska | RMF Maxxx (Hop Bęc)                       | 2                 |
| Polska | ZPAV (Top – Dyskoteki)                    | 30                |

## Nagrody i nominacje
| Rok  | Konkurs                                             | Kategoria                                                     | Rezultat    |
| ---- | --------------------------------------------------- | ------------------------------------------------------------- | ----------- |
| 2014 | TOPtrendy 2014                                      | Największe przeboje roku                                      | Nominacja   |
| 2014 | Eska Music Awards 2014                              | Eska TV Award – Najlepsze video                               | Nominacja   |
| 2014 | Najlepsi 2014 – Plebiscyt Onet.pl                   | Piosenka roku – Polska                                        | 5. miejsce  |
| 2014 | Muzyczne podsumowanie roku Radia Zet                | Przebój roku                                                  | Wygrana     |
| 2014 | Przebój roku RMF FM 2014                            | Przebój roku                                                  | 24. miejsce |
| 2014 | Top 50 Poplisty RMF FM                              | 50 najczęściej notowanych utworów na Popliście w 2014         | 40. miejsce |
| 2014 | Podsumowanie notowań Listy Przebojów Radia Zet 2014 | Najpopularniejsze utwory na Liście Przebojów Radia Zet w 2014 | 15. miejsce |
| 2015 | Polsat SuperHit Festiwal 2015                       | Radiowy przebój roku – Super hit FM                           | 4. miejsce  |
| 2015 | Plebiscyt Radia Zet                                 | Przebój 25-lecia                                              | Nominacja   |
| 2015 | Plebiscyt Radia Zet                                 | Sylwestrowy przebój nr 1                                      | 4. miejsce  |